# Tethya wilhelma
Tethya wilhelma ist ein tropischer Hornkieselschwamm der Gattung Tethya, der aufgrund seiner Fähigkeit, sich fortzubewegen, als „schnellster Schwamm der Welt“ in die Wissenschaftsgeschichte eingegangen ist, da er sich mehrere Zentimeter pro Tag fortbewegen kann, was ihn von den anderen Schwämmen, die meist sessil sind, unterscheidet. Er dient als Modellorganismus bei der Erforschung der Entwicklung von Nerven- und Fortbewegungssystemen.

## Taxonomie
Der Artzusatz „wilhelma“ bezieht sich auf den Fundort des Schwammes in einem Becken des Aquariums des zoologisch-botanischen Gartens Wilhelma in Stuttgart. Die Erstbeschreibung erfolgte mit zwei weiteren Tethya-Arten (Tethya minuta und Tethya gracilis) aus dem Vivarium des Staatlichen Museums für Naturkunde Karlsruhe bzw. dem Aquazoo – Löbbekke Museum in Düsseldorf.

## Beschreibung
Tethya wilhelma hat einen kugeligen Bau mit einem Durchmesser zwischen 0,5 und vier Zentimetern. Die Oberfläche ist von schmalen zylindrischen Tuberkeln bedeckt. Die 0,5–1,0 mm hohen Höcker können zu längeren Filamenten ausgewachsen sein, die vor allem bei größeren Exemplaren gestielte Knospen (Gemmulae) tragen können.
Das Silikat-Skelett besteht hauptsächlich aus Megascleren und Spherastern. Während die Megascleren die Höcker auf der Außenseite stützen, bilden die Spherastern eine regelrechte Sphäre um das Zentrum des kugeligen Schwammes, die hohe physikalische Belastungen dynamisch abpuffern kann.
Die Vermehrung erfolgt asexuell über Knospung (Gemmulae).

## Fortbewegung
Schwämme sind normalerweise sessile Filtrierer, nur 0,1 Prozent aller Schwamm-Arten sind in der Lage, sich nennenswert fortzubewegen. T. wilhelma tut dies, indem sie Zellen innerhalb ihres Körpers verschiebt, Muskeln oder muskelähnliche Gewebe fehlen.
Tethya wilhelma kann außerdem den Körper ungewöhnlich stark kontrahieren. Das Körpervolumen schrumpft bei einer solchen Kontraktion um bis zu 70 Prozent. Wasser aus dem Kanalsystem im Inneren des Schwammes wird dabei herausgedrückt und in der folgenden Phase der Volumenzunahme wieder durch frisches Umgebungswasser ersetzt. Im Zeitraffer erinnert die Bewegung an einen Atemzug. Dabei können bei jedem Einströmvorgang Nährstoffe und Sauerstoff in großer Menge in den Schwamm gelangen. Die Kontraktionen wiederholen sich rhythmisch.
Das Kontraktions- und Ausdehnungsverhalten von Tethya wilhelma findet tagsüber statt und ist lichtgesteuert und reagiert auf Störungen. Es lässt sich auch durch bestimmte neuraktive Substanzen beeinflussen.